# Giancarlo Cadé
Giancarlo Cadé (27. únor 1930, Zanica, Italské království – 7. říjen 2013, Zanica, Itálie) byl italský fotbalový záložník a trenér, který trénoval patnáct týmů, během 28leté kariéry.

## Kariéra

### Hráčská
Začínal v Atalantě, kde debutoval v 19 letech. Stále místo v sestavě nezískal a tak putoval po hostování. Hráčskou kariéru ukončil kvůli zranění v roce 1960, když hrál za Mantovu
Za reprezentaci odehrál jediné utkání proti USA (8:0) na OH 1952.

### Trenérská
Jeho první zkušenost jako trenéra byla v Reggianě, se kterou postoupil do 2. ligy. Tento úspěch mu vyneslo smlouvu s druholigovou Veronou na následující sezónu. Klub zachránil, ale on se rozhodl pro odchod do Mantovy, kde získal v sezoně 1965/66 postup do Serie A, udržované další dvě sezóny, na jejichž konci se vrátil do Verony. Zde dovedl tým k 10. místu v nejvyšší lize, čímž si vysloužil smlouvu z Turína, kde zůstal další dvě sezóny (7. a 8. místo). Poté působil ve Varese a od sezony 1972/73 se stal opět na tři roky trenérem Verony.
Jednu sezonu trénoval Atalantu a později i Pescaru, se kterou dosáhl dalšího postupu do Serie A. V následujících letech seděl na lavičkách Ceseny, Palermy, opět Verony, Vicenzy, Boloně (se kterou získal postup do Serie B), Campobasso, Reggiany, Ancony (další postup do Serie B) a Virescit Bergamo.

## Statistika

### Reprezentační

#### Statistika na velkých turnajích
| Reprezentace | Rok     | Zápasy       | Zápasy | Zápasy | Zápasy           | Zápasy           | Zápasy   |
| Reprezentace | Rok     | Fáze turnaje | Datum  | Soupeř | Odehraných minut | Vstřelené branky | Výsledek |
| ------------ | ------- | ------------ | ------ | ------ | ---------------- | ---------------- | -------- |
| Itálie       | OH 1952 | Předkolo     | 16. 7. | USA    | 90               | 3                | 8:0      |

## Úspěchy

### Reprezentační
- 1× na OH (1952)